# Ambodiampana (Mananara Nord)
Pour les articles homonymes, voir Ambodiampana.
Ambodiampana est une commune rurale malgache dans la région d'Ambatosoa, dans le district de Mananara Nord.